# Terrafilm
AB Terrafilm var ett svenskt filmproduktionsbolag som skapades av Lorens Marmstedt och som var verksamt 1938-1959. 
Bolaget stöddes av Anders Sandrew, som behövde filmer till sin biografkedja. Till bolaget knöts unga regibegåvningar som Hasse Ekman, Ingmar Bergman och Hampe Faustman. 
Terrafilm framstod som det både publikt och konstnärligt ledande företaget inom svensk film, och den ställningen höll bolaget jämsides med Svensk Filmindustri under hela 1940-talet. Terrafilms sista film, Räkna med bråk, producerades 1957.

## Producerade filmer

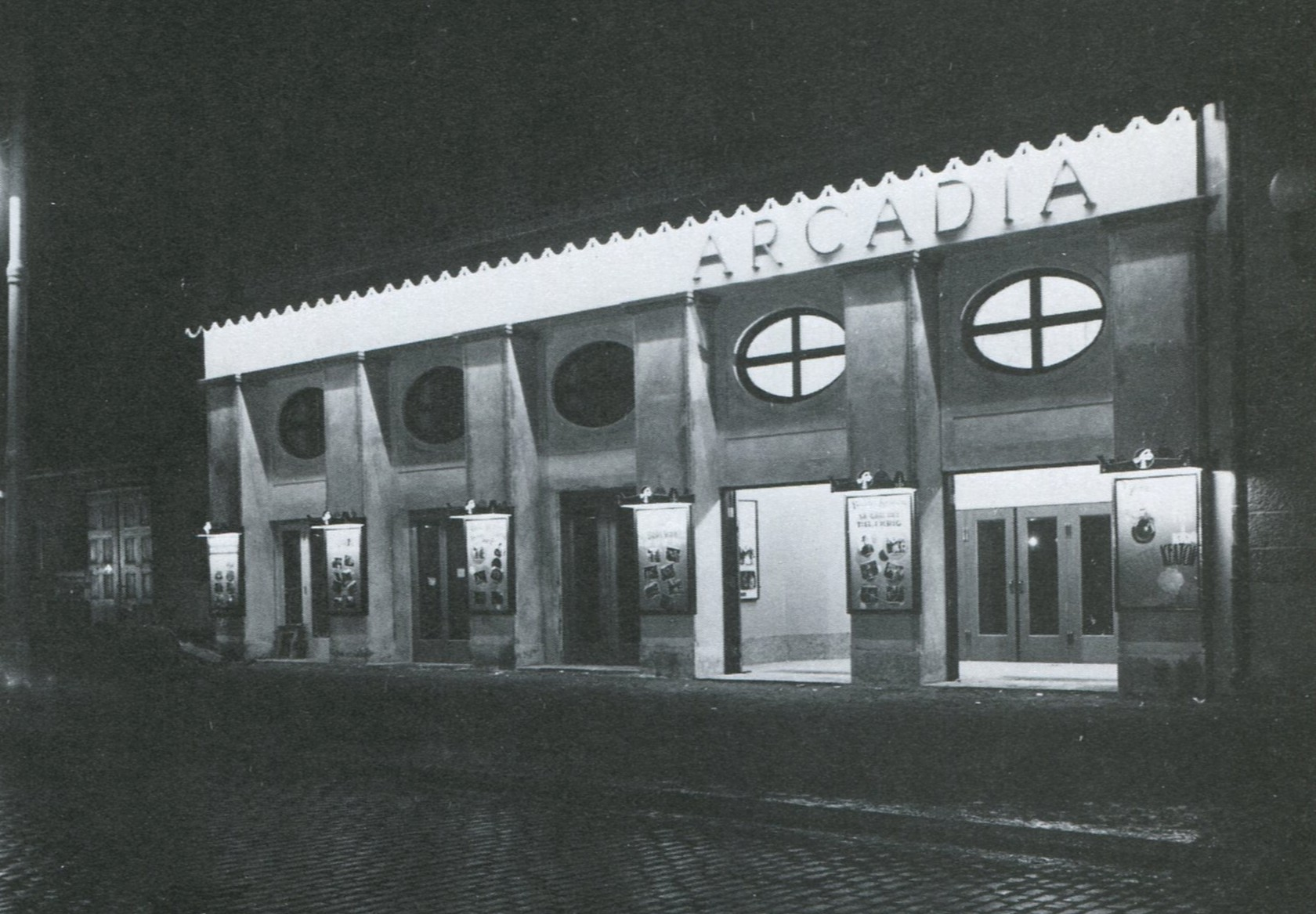
Terrafilms premiärbiograf "Arcaden/Terrassen" i Stockholm 1927

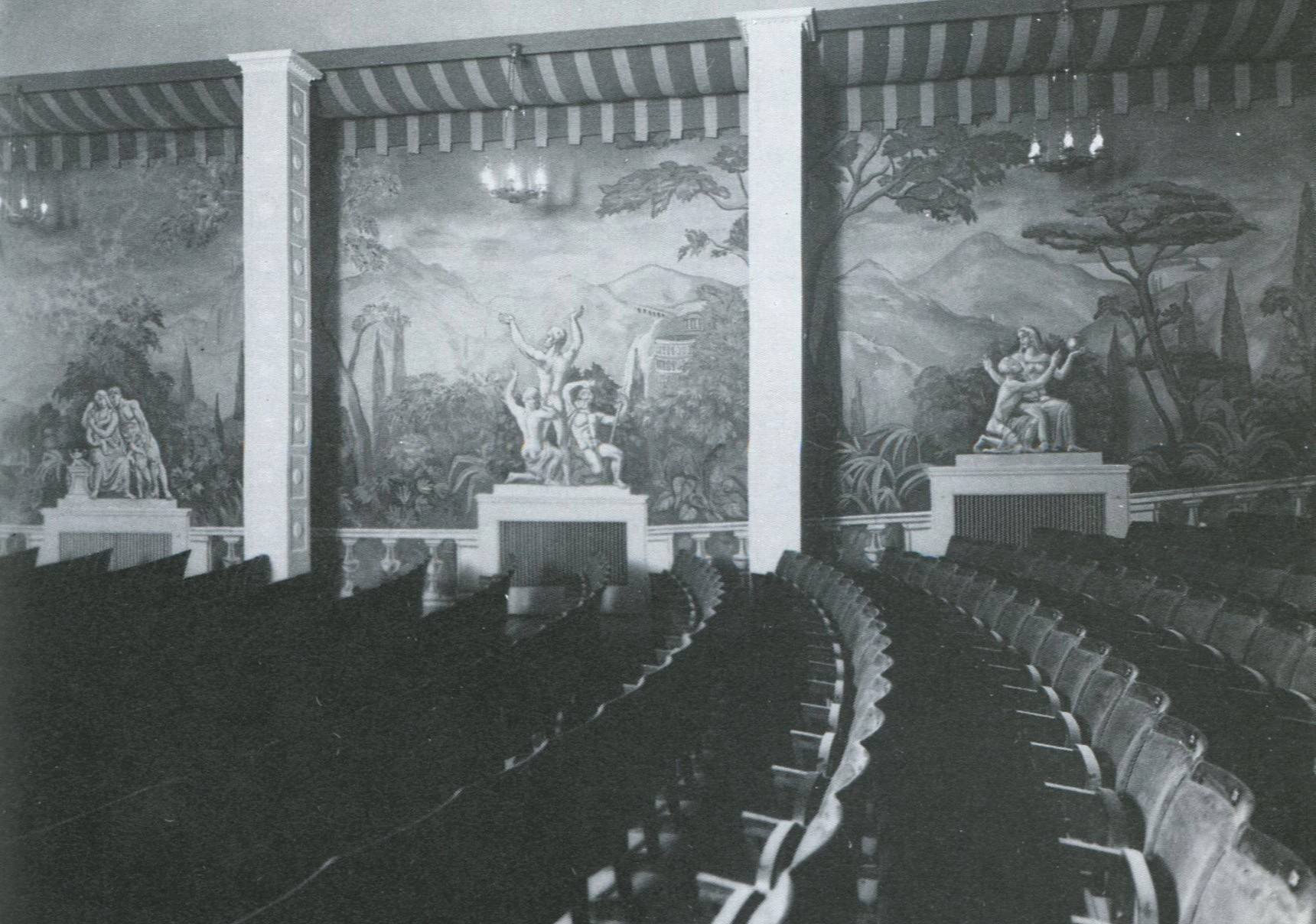
Terrassens salong 1927

| Filmer producerade av Terrafilm | Filmer producerade av Terrafilm | Filmer producerade av Terrafilm          | Filmer producerade av Terrafilm |
| År                              | Titel                           | Regissör                                 | Utgiven på DVD                  |
| ------------------------------- | ------------------------------- | ---------------------------------------- | ------------------------------- |
| 1938                            | Vingar kring fyren              | Ragnar Hyltén-Cavallius                  |                                 |
| 1939                            | Vi två                          | Schamyl Bauman                           |                                 |
| 1939                            | Hennes lilla Majestät           | Schamyl Bauman                           | Ja                              |
| 1940                            | Med dej i mina armar            | Hasse Ekman                              | Ja                              |
| 1940                            | Familjen Björck                 | Anders Henrikson                         |                                 |
| 1940                            | Ett brott                       | Anders Henrikson                         | Ja                              |
| 1941                            | Livet går vidare                | Anders Henrikson                         |                                 |
| 1941                            | Första divisionen               | Hasse Ekman                              | Ja                              |
| 1941                            | En kvinna ombord                | Gunnar Skoglund                          | Ja                              |
| 1942                            | Lyckan kommer                   | Hasse Ekman                              | Ja                              |
| 1942                            | Lågor i dunklet                 | Hasse Ekman                              | Ja                              |
| 1942                            | General von Döbeln              | Olof Molander                            |                                 |
| 1943                            | Sonja                           | Hampe Faustman                           | Ja                              |
| 1943                            | Sjätte skottet                  | Hasse Ekman                              | Ja                              |
| 1943                            | Ombyte av tåg                   | Hasse Ekman                              | Ja                              |
| 1943                            | Kvinnor i fångenskap            | Olof Molander                            |                                 |
| 1944                            | Vi behöver varann               | Hampe Faustman                           |                                 |
| 1944                            | Som folk är mest                | Hasse Ekman                              | Ja                              |
| 1944                            | Narkos                          | Börje Larsson                            |                                 |
| 1944                            | Flickan och Djävulen            | Hampe Faustman                           |                                 |
| 1944                            | Excellensen                     | Hasse Ekman                              | Ja                              |
| 1945                            | Kungliga patrasket              | Hasse Ekman                              | Ja                              |
| 1945                            | Fram för lilla Märta            | Hasse Ekman                              | Ja                              |
| 1945                            | Brott och straff                | Hampe Faustman                           |                                 |
| 1945                            | Direktörn är upptagen           | Per Gunvall                              |                                 |
| 1946                            | I dödens väntrum                | Hasse Ekman                              | Ja                              |
| 1947                            | Supé för två                    | Ragnar Arvedson                          |                                 |
| 1947                            | Brott i sol                     | Göran Gentele                            | Ja                              |
| 1948                            | Musik i mörker                  | Ingmar Bergman                           | Ja                              |
| 1948                            | Lilla Märta kommer tillbaka     | Hasse Ekman                              | Ja                              |
| 1948                            | Banketten                       | Hasse Ekman                              | Ja                              |
| 1949                            | Singoalla                       | Christian-Jaque                          | Ja                              |
| 1949                            | Flickan från tredje raden       | Hasse Ekman                              | Ja                              |
| 1949                            | Fängelse                        | Ingmar Bergman                           | Ja                              |
| 1950                            | Flicka och hyacinter            | Hasse Ekman                              | Ja                              |
| 1951                            | Min vän Oscar                   | Åke Ohberg                               | Ja                              |
| 1952                            | Eldfågeln                       | Hasse Ekman                              | Ja                              |
| 1953                            | Resan till dej                  | Stig Olin                                | Ja                              |
| 1953                            | I dur och skur                  | Stig Olin                                | Ja                              |
| 1954                            | Gula divisionen                 | Stig Olin                                | Ja                              |
| 1955                            | Mord, lilla vän                 | Stig Olin                                | Ja                              |
| 1955                            | Hoppsan!                        | Stig Olin                                | Ja                              |
| 1956                            | Sceningång                      | Bengt Ekerot                             |                                 |
| 1956                            | Gorilla                         | Lorens Marmstedt och Lars-Henrik Ottoson | Ja                              |
| 1957                            | Räkna med bråk                  | Rolf Husberg                             |                                 |